# 張祚 (康熙進士)
張祚，江苏南通人。清朝政治人物、進士出身。

## 生平
康熙二十四年，登乙丑科進士，授山东朝城县知县。